# Chicken Invaders (trò chơi điện tử)
Chicken Invaders là một loạt trò chơi điện tử shoot 'em up do nhà phát triển độc lập ở Hy Lạp là Konstantinos Prouskas sáng tạo. Với việc phát hành phiên bản đầu tiên là Chicken Invaders vào năm 1999, trò chơi trở thành một trong những loạt trò chơi điện tử lâu đời nhất từng được phát triển ở Hy Lạp. Tất cả sáu mục chính trong loạt đều do InterAction Studios của Prouskas phát triển và đã phát hành cho các nền tảng Microsoft Windows, macOS, Linux, iOS, Windows Phone, và Android.
Chủ đề chính của trò chơi là cuộc chiến giữa một phi thuyền đơn độc và một chủng tộc gà đến từ không gian, sở hữu các công nghệ tiên tiến, những sinh vật có ý định chinh phục (và sau đó là hủy diệt) Trái đất. Trò chơi sử dụng nhiều yếu tố hài hước, đặc biệt là dưới dạng nhại theo Galaxian, Star Wars, Space Invaders và Star Trek.

## Trò chơi
| 1999 | Chicken Invaders                                                 |
| 2000 |                                                                  |
| 2001 |                                                                  |
| 2002 | Chicken Invaders: The Next Wave                                  |
| 2003 | Chicken Invaders: The Next Wave - Christmas Edition              |
| 2004 |                                                                  |
| 2005 |                                                                  |
| 2006 | Chicken Invaders: Revenge of the Yolk - Christmas Edition        |
| 2007 | Chicken Invaders: Revenge of the Yolk                            |
| 2008 |                                                                  |
| 2009 |                                                                  |
| 2010 | Chicken Invaders: Revenge of the Yolk - Easter Edition           |
| 2010 | Chicken Invaders: Ultimate Omelette                              |
| 2011 | Chicken Invaders: The Next Wave - Christmas Edition - Remastered |
| 2011 | Chicken Invaders: Ultimate Omelette - Christmas Edition          |
| 2012 | Chicken Invaders: The Next Wave - Remastered                     |
| 2012 | Chicken Invaders: Ultimate Omelette - Easter Edition             |
| 2013 | Chicken Invaders: Ultimate Omelette - Thanksgiving Edition       |
| 2014 | Chicken Invaders: Cluck of the Dark Side                         |
| 2015 | Chicken Invaders: Cluck of the Dark Side - Halloween Edition     |
| 2016 | Chicken Invaders: Cluck of the Dark Side - Christmas Edition     |
| 2017 |                                                                  |
| 2018 | Chicken Invaders Universe (Early Access)                         |

### Loạt chính

#### Chicken Invaders (1999)
Chicken Invaders là game đầu tiên trong loạt Chicken Invaders, phát hành ngày 24 tháng 7 năm 1999. Đây là một game bắn súng cố định, gợi nhớ đến "Space Invaders" bản gốc (thật ra game là một tác phẩm nhại lại), người chơi điều khiển một con tàu vũ trụ đơn độc di chuyển theo chiều ngang đến cuối màn hình và bắn vào bầy gà xâm lăng đến từ ngoài trái đất. Trò chơi có cả chế độ chơi đơn và chơi hai người.
Chicken Invaders có tính năng tăng sức mạnh vũ khí dưới dạng như những hộp quà, người chơi sẽ dùng để nâng cấp vũ khí. Những con gà địch thủ sẽ thả vũ khí, chính là những quả trứng. Khi gà bị đánh bại, chúng sẽ rơi ra những đùi gà, người chơi có thể thu thập để kiếm thêm một quả tên lửa, một loại vũ khí đặc biệt dùng đề qua màn. Trò chơi có vô số màn chơi. Mỗi màn có 10 cảnh, và vào cuối mỗi màn, người chơi sẽ chiến đấu với một con trùm, đánh bại nó để tiến sang màn mới. Đây là một trò chơi vô tận, chỉ cho đến khi người chơi mất hết mạng, đồng nghĩa với kết thúc. Độ khó tăng lên mỗi khi người chơi chuyển sang chương mới; kẻ địch di chuyển hoặc rơi nhanh hơn, và các vật thể như tiểu hành tinh cũng sẽ di chuyển nhanh hơn.
Chicken Invaders là trò chơi duy nhất trong nhượng quyền thương mại không có "holiday editions", một xu hướng sẽ trở thành yếu tố chính của nhượng quyền thương mại. Đây cũng là trò chơi duy nhất trong loạt là tựa game độc quyền trên Microsoft Windows, đồng nghĩa với việc đây là trò chơi duy nhất chưa chuyển sang các nền tảng khác.

#### Chicken Invaders 2: The Next Wave (2002)
Chicken Invaders: The Next Wave (còn được gọi là Chicken Invaders 2) là trò chơi thứ hai trong loạt Chicken Invaders chính, phát hành ngày 22 tháng 12 năm 2002. Người chơi một lần nữa nhận quyền chỉ huy cùng một con tàu vũ trụ đơn độc như phần trước và phải loại bỏ âm mưu của bầy gà với Hệ Mặt trời. Game đem lại cải tiến lớn so với tiền nhiệm, có nhiều làn sóng tấn công độc đáo với nhiều loại kẻ địch và trùm khác nhau, cũng như cho phép người chơi di chuyển tàu của họ theo cả chiều ngang và chiều dọc. Đây cũng là trò chơi đầu tiên trong loạt giới thiệu thêm nhiều loại vũ khí. Trò chơi không còn giữ định dạng "vô tận", thay vào đó là cuộc đối đầu với trùm cuối và một cái kết. Như trong phần trước của loạt, The Next Wave có thể phần chơi đơn và đôi.
The Next Wave có mười một chương, mỗi chương tương ứng với một vật thể tròn có lực hấp dẫn trong Hệ Mặt trời. Người chơi bắt đầu chiến dịch bằng cách di chuyển vào trong Diêm Vương Tinh, với chương cuối cùng diễn ra trên Mặt Trời và đối đầu với Mother-Hen Ship. Mỗi Chương gồm 10 đợt tấn công kẻ địch, tổng cộng 110 màn chơi khác nhau. Trong tất cả các màn, gà tấn công tàu của người chơi bằng cách thả trứng. Người chơi có thể thu thập các vật phẩm khác nhau để giúp đỡ họ trong trò chơi, chẳng hạn như vũ khí chính mới, kiếm được bằng cách thu thập các gói đồ và tăng sức mạnh, có thể sử dụng để nâng cấp vũ khí chính hiện tại. Vũ khí có thể nâng cấp lên đến mười một cấp. Như trong Chicken Invaders, người chơi có thể thu thập đùi gà và thịt nướng để nhận thêm tên lửa, vũ khí mạnh, có thể quét sạch cả một làn sóng kẻ địch.
The Next Wave là trò chơi đầu tiên trong nhượng quyền thương mại có phiên bản đặc biệt dựa trên một số ngày lễ nhất định. Chicken Invaders: The Next Wave - Christmas Edition phát hành ngày 25 tháng 11 năm 2003, và ban đầu dự định sẽ lên kệ trong những tháng trước Giáng sinh, tuy nhiên, sự nổi tiếng của nó đã khiến hãng InterAction phải phát hành luôn, và tất cả các Phiên bản tiếp theo đều là trò chơi độc lập. Phiên bản Giáng sinh của The Next Wave thay thế đồ họa, âm thanh và âm nhạc của trò chơi bằng các phiên bản lễ hội và các yếu tố liên quan đến lễ hội Giáng sinh.
Cả hai phiên bản của trò chơi đều có phiên bản Remastered, phát hành ngày 20 tháng 12 năm 2011 (phiên bản Giáng sinh) và ngày 26 tháng 1 năm 2012 (phiên bản thông thường). Các phiên bản này có đồ họa HD, âm nhạc chất lượng cao của dàn nhạc, chức năng tự động kích hoạt, lưu tiến trình, ngôn ngữ mới, v.v.
Trò chơi và phiên bản Giáng sinh ban đầu chỉ phát hành cho Microsoft Windows, và sau đó đã chuyển sang MacOS, Linux, iOS, Android và Windows Phone.

#### Chicken Invaders 3: Revenge of the Yolk (2006)
Chicken Invaders 3: Revenge of the Yolk  (còn được gọi là Chicken Invaders 3) là phần thứ ba trong loạt Chicken Invaders chính, phát hành ngày 11 tháng 11 năm 2006 dưới dạng Phiên bản Giáng sinh, với phiên bản thông thường phát hành ngày 20 tháng 1 năm 2007. Game có nhiều nét tương đồng với The Next Wave, bổ sung thêm cơ chế trò chơi mới và có tính năng chơi hợp tác 4 người. Game dự định là phần cuối cùng trong bộ ba Chicken Invaders, cho đến khi Ultimate Omelette phát hành vào năm 2010.
Revenge of the Yolk có cốt truyện và các đoạn cắt cảnh, trong khi các làn sóng kẻ địch đa dạng hơn so với các phần trước. Trò chơi có 120 màn chơi, ở 10 đợt tấn công trên 12 hệ thống trong thiên hà. Cơ chế trò chơi mới thêm vào bao gồm nội dung có thể mở khóa dưới dạng các tính năng bổ sung, người chơi mở khóa bằng cách kết thúc trò chơi, cơ chế này có tùy chỉnh làm cho trò chơi dễ hơn hoặc khó hơn, cũng như một loạt các thay đổi hình ảnh. Hơn nữa, Revenge of the Yolk là trò chơi đầu tiên giới thiệu cơ chế quá nhiệt, được thiết kế để hạn chế việc người chơi nhấn giữ nút bắn. Trò chơi có 30 phần thưởng, trong khi vũ khí lên tới 12 mức sức mạnh (mức cuối cùng là bí mật).
Revenge of the Yolk là trò chơi duy nhất trong nhượng quyền thương mại mà phiên bản Edition phát hành trước, với Christmas Edition phát hành trước gần 1,5 tháng. Đây cũng là game đầu tiên có phiên bản Phục sinh, phát hành vào ngày 12 tháng 2 năm 2010.

#### Chicken Invaders 4: Ultimate Omelette (2010)

Ảnh bìa của Chicken Invaders: Ultimate Omelette

Chicken Invaders: Ultimate Omelette (còn gọi là Chicken Invaders 4) là phần chính thứ tư trong loạt Chicken Invaders, phát hành ngày 29 tháng 11 năm 2010 dưới dạng bản chơi thử, với phiên bản đầy đủ phát hành một tuần sau đó. Đây là trò chơi đầu tiên trong loạt phát hành trên nền tảng Steam của Valve và là trò chơi đầu tiên nhận giải thưởng Adrenaline Vault's Top Casual PC games of 2010 Lưu trữ ngày 26 tháng 12 năm 2022 tại Wayback Machine. Lưu trữ ngày 26 tháng 12 năm 2022 tại Wayback Machine
Ultimate Omelette bổ sung thêm cơ chế mới vào định dạng sẵn có của Revenge of the Yolk, đáng chú ý nhất là khả năng xoay con tàu của người chơi sang bất kỳ hướng nào, tùy thuộc vào màn chơi (thay vì chỉ 'đối mặt' như trong các phần trước). Trò chơi còn có tính năng phóng to hoặc thu nhỏ máy ảnh cho có phong cách 'điện ảnh' hơn tùy thuộc vào hành động (ví dụ: các trận đánh trùm thường có máy ảnh thu nhỏ để có thể gom tất cả các hành động trong khung hình). Trò chơi có cốt truyện phức tạp hơn những phần trước đó, vũ khí mới, nâng cấp tàu (gắn thêm những Vệ tinh) nhằm tăng sát thương, đồng thời tiền tệ trong trò chơi (Chìa khóa) do kẻ địch đánh rơi (biểu thị bằng vầng hào quang vàng) trong suốt trò chơi, người chơi sử dụng nó để mua nội dung có thể mở khóa. Ultimate Omelette chứa 120 màn chơi trên 12 Chương. Như Revenge of the Yolk, vũ khí chính trên tàu của người chơi có thể nâng cấp thông qua 11 cấp sức mạnh, cộng với cái thứ 12 bí mật.
Ultimate Omelette có Phiên bản Giáng sinh phát hành ngày 24 tháng 11 năm 2011, Phiên bản Phục sinh phát hành ngày 11 tháng 3 năm 2012 và Phiên bản Lễ Tạ ơn (Phiên bản duy nhất trong bộ có chủ đề về ngày lễ Tạ ơn), phát hành ngày 15 tháng 11 năm 2013.

#### Chicken Invaders 5: Cluck Of The Dark Side
Chicken Invaders: Cluck of the Dark Side (còn được gọi là Chicken Invaders 5) là trò chơi thứ năm trong loạt game chính phát hành cho Microsoft Windows, macOS, Linux, iOS, Android, và Windows Phone. Bản beta công bố ngày 26 tháng 7 năm 2014 và hoàn thành vào tháng 10, với bản phát hành cuối cùng là vào ngày 21 tháng 11 năm 2014.
Trò chơi có nhiều điểm tương đồng với những bản trước, với những bổ sung đáng chú ý bao gồm chế độ Tùy chỉnh tàu vũ trụ, cho phép người chơi thay đổi màu sắc và màu sơn của M-404 PI, cũng như các chương Artifact Recovery Mission mà người chơi sẽ có thể khám phá nhiều Hành tinh khác nhau. Ngoài ra, có thêm nhiều loại vũ khí mới, cùng với màn hình Tiến độ Nhiệm vụ hiển thị tiến trình của người chơi.
Các phiên bản Chủ đề của trò chơi bao gồm Phiên bản Halloween phát hành ngày 2 tháng 10 năm 2015 và Phiên bản Giáng sinh phát hành ngày 19 tháng 9 năm 2016.

## Phụ bản

### Chicken Invaders Universe (2018)
Chicken Invaders Universe là một phần phụ trong loạt Chicken Invaders phát hành ngày 14 tháng 12 năm 2018 ở chế độ Early access. Game thuộc thể loại MMO, trong đó người chơi vào vai một tân binh đến từ Heroes Academy, tham gia vào hàng ngũ của United Hero Force để chiến đấu chống lại loài gà Henpire.
Vào ngày 14 tháng 7 năm 2018, hãng InterAction phát hành đoạn quảng cáo mở màn đầu tiên, sau đó trang web chính thức của trò chơi đã được tạo ra vào ngày 14 tháng 8 năm 2018. Tính đến tháng 10 năm 2022, trò chơi đã ở chế độ Early Access hơn bốn năm, hiện đang ở phiên bản 125.1, lần cập nhật gần đây nhất là vào ngày 9 tháng 12 năm 2022.
Ngày 15 tháng 12 năm 2022, Chicken Invaders Universe chính thức đóng chế độ Early Access, đồng nghĩa với việc game sẽ ra mắt chính thức.
Trang web chính thức của trò chơi: https://universe.chickeninvaders.com/

## Tiếp nhận
Loạt Chicken Invaders được đón nhận một cách tích cực. CNET đã cho Chicken Invaders bản đầu tiên 4 trên 5 sao, đề cao đồ họa và âm thanh nhưng chỉ trích trò chơi thiếu tính năng và lối chơi lặp đi lặp lại.
CNET cũng cho The Next Wave 4 trên 5 sao, một lần nữa ca ngợi đồ họa, nhưng chỉ trích việc thiếu chế độ thu nhỏ cửa sổ. The Next Wave bị GameSpot đánh giá là "tầm thường", chỉ trích lối chơi lặp đi lặp lại và đường đạn của kẻ địch không rõ ràng. Tuy nhiên, họ vẫn đề cao đồ họa mang tính hoạt hình đầy màu sắc, như là "hiểu ngay những gì cần thiết để tạo nên một game bắn súng tốt".
Ngay sau khi Ultimate Omelette phát hành, game được đưa thẳng vào danh sách "Trò chơi PC thông dụng hàng đầu của năm 2010" của Adrenaline Vault. Người đánh giá mô tả "game bắn súng không gian arcade vui nhộn nhất mà chúng ta hằng chờ đợi". Bản hòa âm giao hưởng gốc của dàn nhạc cũng nhận thêm lời khen ngợi khi đem lại sự sôi nổi, tiếp thêm sinh lực và "đơn giản là tuyệt vời nhất".
Gamezebo đã cho Ultimate Omellete, xếp hạng 4 trên 5 sao, nhấn mạnh "Chicken Invaders 4 cực kỳ phù hợp cho những người lần đầu tiên biết đến loạt", nhưng chỉ trích "đối với những người chơi kỳ cựu, điều này đem lại cảm giác hơi quá. Tính hành động đã cải thiện phần nào trong suốt loạt, nhưng vẫn giống với những ý tưởng và tiền đề như các trò chơi khác. Do đó, những người chơi đã quá quen với trò chơi có thể cảm thấy rằng việc phải trả tiền cho bản phát hành đầy đủ mới nhất này là hơi bị nhiều."
Sự tiếp nhận từ người chơi đối với phần thứ năm trong loạt, Cluck of the Dark Side cũng diễn ra thuận lợi. Trò chơi hiện có đánh giá "Cực kỳ tích cực" trên cửa hàng Steam, và được người dùng trang web giải trí và truyền thông Hy Lạp GameWorld.gr bình chọn là "Trò chơi của năm" trong Giải thưởng Trò chơi của năm 2015.